# Inge Pettersson
Björn Inge Pettersson, född 1944 i Norrköping, är en svensk målare, tecknare och lärare.
Pettersson studerade vid några målarskolor och privat för ett par konstnärer. Han har medverkat i utställningar i Söderköping, Norrköping, Sigtuna, Valdemarsvik, Nora, samt på Galleri Götlin. Hans konst består av blomsterstilleben, ängar med vallmo,  blommande fruktträd, kustmiljöer och landskap utförda i olja eller akvarell. Vid sidan av sitt eget skapande arbetade han som teckningslärare vid högstadiet i Valdemarsvik och ledde studiekurser i  målning och teckning. Som illustratör har han medverkat i Norrköpings Tidningar. Pettersson är representerad i Söderköpings kommun, Valdemarsviks kommun och Östgöta läns landsting. 